# Hadennia mysalis
Hadennia mysalis là một loài bướm đêm trong họ Noctuidae.